# Реал Вальядолід
«Реа́л Вальядолі́д» (ісп. Real Valladolid Club de Fútbol, S.A.D.) — іспанський футбольний клуб з Вальядоліда. Заснований 1928 року.

## Досягнення
- Володар Кубка ліги: 1984

## Виступи в європейських кубках

### Кубок УЄФА
| Сезон   | Раунд | Клуб           | Вдома | На виїзді | Сума матчів |
| ------- | ----- | -------------- | ----- | --------- | ----------- |
| 1984–85 | 1/64  | Рієка          | 1–0   | 1–4       | 2–4         |
| 1997–98 | 1/64  | Сконто         | 2–0   | 0–1       | 2–1         |
| 1997–98 | 1/32  | Спартак Москва | 1–2   | 0–2       | 1–4         |

### Кубок володарів кубків
| Сезон   | Раунд       | Клуб            | Вдома | На виїзді  | Сума матчів |
| ------- | ----------- | --------------- | ----- | ---------- | ----------- |
| 1989–90 | 1/16        | Хамрун Спартанс | 5–0   | 1–0        | 6–0         |
| 1989–90 | 1/8         | Юргорден        | 2–0   | 2–2        | 4–2         |
| 1989–90 | Чвертьфінал | Монако          | 0–0   | 0–0 (дод.) | 1–3 (пен.)  |

## Склад команди
Станом на 30 січня 2021 року

| №  | Поз. | Нац.                 | Гравець                                  |
| -- | ---- | -------------------- | ---------------------------------------- |
| 1  | ВР   | Іспанія              | Жорді Масіп                              |
| 2  | ЗХ   | Іспанія              | Луїс Перес                               |
| 3  | НП   | Боснія і Герцеговина | Кенан Кодро (в оренді з Атлетік Більбао) |
| 4  | ЗХ   | Іспанія              | Кіко                                     |
| 5  | ЗХ   | Іспанія              | Хав'єр Санчес                            |
| 6  | ЗХ   | Іспанія              | Бруно Гонсалес                           |
| 7  | НП   | Іспанія              | Серхі Гвардіола                          |
| 8  | ПЗ   | Іспанія              | Кіке Перес                               |
| 9  | НП   | Ізраїль              | Шон Вайсман                              |
| 10 | НП   | Іспанія              | Оскар Плано                              |
| 11 | ПЗ   | Іспанія              | Пабло Ервіас                             |
| 12 | ПЗ   | Чилі                 | Фабіан Орельяна                          |
| 13 | ВР   | Іспанія              | Роберто                                  |

| №  | Поз. | Нац.       | Гравець                   |
| -- | ---- | ---------- | ------------------------- |
| 14 | ПЗ   | Іспанія    | Рубен Алкараз             |
| 15 | ЗХ   | Марокко    | Джавад Ель-Хамік          |
| 16 | НП   | Бразилія   | Маркос Андре              |
| 17 | ПЗ   | Іспанія    | Роке Меса                 |
| 18 | ЗХ   | Швейцарія  | Сайді Янко                |
| 19 | ПЗ   | Іспанія    | Тоні Вілья                |
| 20 | ПЗ   | Хорватія   | Станко Юрич               |
| 21 | ПЗ   | Іспанія    | Мігель (капітан)          |
| 22 | ЗХ   | Іспанія    | Начо                      |
| 23 | НП   | Іспанія    | Вальдо Рубіо              |
| 24 | ЗХ   | Іспанія    | Хоакін                    |
| 40 | ПЗ   | Португалія | Жота (в оренді з Бенфіки) |
| —  | ЗХ   | Іспанія    | Рауль Гарсія              |